# Крыжановский, Евгений Анатольевич
Евгений Анатольевич Крыжановский (бел. Яўген Анатолевіч Крыжаноўскі, род. 6 июня 1955 года, Николаев, Украинская ССР, СССР) — советский и белорусский юморист, актёр и главный режиссёр Минского театра сатиры и юмора «Христофор» (1986—2016). Художественный руководитель телевизионного проекта «Юморинка» (2015—2019). Художественный руководитель «Киноцентра Евгения Крыжановского». Заслуженный артист Республики Беларусь (2015).

## Биография
Родился в 1955 году в Николаеве (УССР). Окончил школу в Козельске (РСФСР). Работал в Тульском драматическом театре рабочим сцены.
1973 год — поступил в Белорусский театрально-художественный институт на актёрское отделение.
1977 год — принят в труппу Академического театра им. Янки Купалы.
1986 год —Вместе с Владимиром Перцовым и Юрием Лесным создал театр сатиры и юмора «Христофор».
Я терпеть не мог театр — стал артистом. Когда стал артистом, учился в институте, терпеть не мог музкомедию. Для меня она казалась таким низким жанром. Судьба забросила меня на сцену музкомедии. Я там играл! Я терпеть не мог такой недостойный жанр, как эстрада! Такой уже примитив! Тут Шекспир, Гоголь, Чехов — а там тёща, сантехник… И вот уже 20 лет в «Христофоре»! Теперь с ужасом думаю, что я не очень люблю балет
В 2015 году стал художественным руководителем киностудии «Юморинка». Снял более 150 серий «Приколов 13-й школы»
В 2019 году  создал "Киноцентр Евгения Крыжановского!, в том же 2019 году стал заместителем Председателя ОПО «Большая дружба» Лазуркина А. Л.
С 2021 года актер театра "Петросян-шоу" (Москва)

## Политическая деятельность
«Родился на Украине, жил в России, а помру в Беларуси!» — заявляет о себе Евгений Крыжановский.
В 2001 году выдвигал свою кандидатуру на президентских выборах, собрал 30 тысяч подписей, но снялся, когда узнал, что Президентом может стать лишь уроженец Белоруссии. Принимал участие в выборах в местные советы в 2002 году.
В 2007 году вступил в Либерально-демократическую партию Белоруссии. Причиной этого, по собственным словам, было отсутствие свободы слова и системной оппозиции. 3 октября 2008 года назначен заместителем Председателя партии и координатором Центрального Комитета ЛДП.
Был кандидатом в депутаты на местных выборах 2010 года (занял второе место), парламентских выборах 2012 года (набрал 13 %), местных выборах 2014 года, парламентских выборах 2016 года (набрал 10,9 %).
Член Союза писателей Беларуси. Написал 4 книги: "От аншлага до "Аншлага", "Самая смешная книжка", "худеем весело", "Приколы 13й школы"

## Творчество

### Фильмография
| Год       |   | Название                                  | Роль                             |         |
| --------- | - | ----------------------------------------- | -------------------------------- | ------- |
| 1976      | ф | Венок сонетов                             | Имя персонажа не указано         |         |
| 1979      | ф | Удивительные приключения Дениса Кораблёва | Имя персонажа не указано         |         |
| 1980      | ф | Аистёнок                                  | Имя персонажа не указано         |         |
| 1980      | ф | Вот вернулся этот парень…                 | Имя персонажа не указано         |         |
| 1982      | ф | Купальская ночь                           | Оригинальное название неизвестно | Урядник |
| 1982      | ф | С кошки всё и началось…                   | учитель-практикант               |         |
| 1983      | ф | Непоседа                                  | Озвучивание                      |         |
| 1985      | ф | Иди и смотри                              | партизан в очках                 |         |
| 1988      | ф | Вы чьё, старичьё?                         | Арнольд                          |         |
| 1989      | ф | Записки Самсона Самосуя                   | Имя персонажа не указано         |         |
| 1997      | ф | Дела Лоховского                           | Имя персонажа не указано         |         |
| 2004      | с | Карусель                                  | клоун Василий                    |         |
| 2007      | ф | Сынок                                     | Имя персонажа не указано         |         |
| 2009      | ф | Вольф Мессинг: Видевший сквозь время      | Имя персонажа не указано         |         |
| 2010      | с | Покушение                                 | Имя персонажа не указано         |         |
| 2012      | с | Белые волки (телесериал) (9-я серия)      | директор ресторана               |         |
| 2013      | с | Клянёмся защищать (сериал)                | «Мыльник»                        |         |
| 2015—2019 | с | Приколы 13-й школы (сериал)               | Директор Николай Петрович        |         |
| 2018      | ф | Вокально-криминальный ансамбль            | тамада                           |         |

## Личная жизнь
Женат в пятый раз. 4 дочери.